# Liste der denkmalgeschützten Objekte in Feistritz am Wechsel
Die Liste der denkmalgeschützten Objekte in Feistritz am Wechsel enthält die 6 denkmalgeschützten, unbeweglichen Objekte der niederösterreichischen Gemeinde Feistritz am Wechsel im Bezirk Neunkirchen.

## Denkmäler
| Foto |                 | Denkmal                                                                         | Standort                                                             | Beschreibung | Metadaten |
| ---- | --------------- | ------------------------------------------------------------------------------- | -------------------------------------------------------------------- | --- | --- |
| ja   | Datei hochladen | Figurenbildstock hl. Johannes Nepomuk HERIS-ID: 79890 Objekt-ID: 93593seit 2012 | Feistritz am Wechsel 2, an der Meierhofbrücke Standort KG: Feistritz | Die direkt an der Straße zur Burgauffahrt stehende, etwas unterlebensgroße Figur mit Metall-Baldachin und Gitter steht auf einem verkröpft-gebauchten Steinsockel mit der Stifterinschrift von Josephus Graf Pergen (1723–66) und dem Wappen der benachbarten Burgherren. Die Statue wurde in Anlehnung an jene der Prager Veitsbrücke mit geschwungenem Körper, Domherrentalar und Priesterbirett angefertigt. Nepomuk hält in den Händen ein Kruzifix und eine Palme. Zu seinen Füßen stützt ein Putto ein rundes leeres Gefäß mit Strahlenkranz, das einst wohl mit Votivgaben gefüllt war. Der hl. Johannes befindet sich in einem ausgesprochen guten, kaum verwitterten Zustand. | BDA-Hist.: Q38172252 Status: Bescheid Stand der BDA-Liste: 2025-06-30 Name: Figurenbildstock hl. Johannes Nepomuk GstNr.: 731                                                 |
| ja   | Datei hochladen | Anlage Burg Feistritz HERIS-ID: 33842 Objekt-ID: 31594                          | Feistritz am Wechsel 1 Standort KG: Feistritz                        | Die Burg Feistritz wurde vermutlich im 12. Jahrhundert von Ministerialen errichtet. Die Anlage ist von einer Ringmauer umschlossen, mit einem romanischen Palas an der nördlichen Schmalseite mit abgemauertem außen nordöstlich vorspringenden Bergfried, später wurden Hungerturm und südlicher Palas eingefügt. Sie war im 14. Jahrhundert bis 1488 im Besitz der Pottendorfer, bis 1537 der Zinzendorfer. 1485, 1529 und 1683 wurde sie vergeblich belagert. Ende 15. Jahrhundert erfolgte ein spätgotischer Umbau, die Anlage ging 1547 an die Familie Rottal, 1681 an die Herren von Pergen. 1685 begannen großzügige Umbauten: Der Eingang wurde von Ost nach West verlegt, es wurden ein neuer Torturm mit Zugbrücke, ein mehrgeschoßiger Trakt außerhalb der Mauer und im Hof die beiden Loggien und eine Freitreppe errichtet; im südöstlichen Zwinger ein Pulverlager eingerichtet (später Stallungen) und der östliche Zwinger wurde zur Menagerie. Die Burg ging 1815 an Dietrich von Dietrichsberg, der eine Erneuerung im Stil der Romantik vornahm, ein Schlosstheater im Nordtrakt einrichtete und den Park anlegte. 1922 kaufte Maximilian Mautner das Objekt, das durch Architekt Marischka umfassend renoviert wurde. In der Burg wurde ein Armeemuseum eingerichtet, dessen Bestände sich heute im Heeresgeschichtliches Museum in Wien befinden. Nach 1960 wurde die Anlage zu einem Tagungszentrum adaptiert. | BDA-Hist.: Q37954526 Status: Bescheid Stand der BDA-Liste: 2025-06-30 Name: Anlage Burg Feistritz GstNr.: .149, 722, 724, 725/3, 725/4, 726/2, 1562/1 Burg Feistritz          |
| ja   | Datei hochladen | Mausoleum von Joseph Maria Fürst Sulkowski HERIS-ID: 58837seit 2024             | bei Feistritz am Wechsel 11 Standort KG: Feistritz                   | | BDA-Hist.: Q126122327 Status: Bescheid Stand der BDA-Liste: 2025-06-30 Name: Mausoleum von Joseph Maria Fürst Sulkowski GstNr.: 881 Mausoleum Sulkowski, Feistritz am Wechsel |
| ja   | Datei hochladen | Kath. Pfarrkirche hl. Ulrich mit Wehrmauer HERIS-ID: 49677 Objekt-ID: 53663     | neben Feistritz am Wechsel 14 Standort KG: Feistritz                 | Spätgotische Wehrkirche mit barocken und neugotischen Veränderungen, um 1270 Herrschaftspfarre, mittelalterliche Wehrmauer im Norden, Osten und Süden erhalten, im Westen an die neugotische Portalvorhalle anschließend. Siehe auch: Grabsteine der Familie Rottal. | BDA-Hist.: Q38035424 Status: § 2a Stand der BDA-Liste: 2025-06-30 Name: Kath. Pfarrkirche hl. Ulrich mit Wehrmauer GstNr.: .194 Pfarrkirche Feistritz am Wechsel              |
| ja   | Datei hochladen | Figurenbildstock Maria Immaculata HERIS-ID: 79888 Objekt-ID: 93591              | bei Feistritz am Wechsel 14 Standort KG: Feistritz                   | Gedenkinschrift 1713 und Chronogramm 1715, Statue Maria Immaculata auf hoher toskanischer Säule, am Postament Reliefs hll. Rosalia, Sebastian und Rochus | BDA-Hist.: Q38172243 Status: § 2a Stand der BDA-Liste: 2025-06-30 Name: Figurenbildstock Maria Immaculata GstNr.: 1555/1 Mariensäule (Feistritz am Wechsel)                   |
| ja   | Datei hochladen | Gemeindeamt, ehem. Poststation HERIS-ID: 49676 Objekt-ID: 53661                 | Feistritz am Wechsel 17 Standort KG: Feistritz                       | Die ehemalige k.k. Poststation wurde 1869 eröffnet, der zweigeschoßige hakenförmige Bau mit frühhistoristischer Fassade dient heute als Gemeindeamt. Südseitig ehemalige Stallungen. | BDA-Hist.: Q38035413 Status: § 2a Stand der BDA-Liste: 2025-06-30 Name: Gemeindeamt, ehem. Poststation GstNr.: 904/1                                                          |